# بیدوا
بیدوا (به عربی: بیدوا) یک منطقهٔ مسکونی در سومالی است که در Bay واقع شده‌است. بیدوا ۱۲۹٬۸۳۹ نفر جمعیت دارد.